# Nicolò Nicolosi
Nicolò Nicolosi (né le 9 août 1912 à Lercara Friddi en Sicile, et mort le 3 mai 1986 à Catane) est un joueur de football italien, qui évoluait au poste d'attaquant, avant de devenir entraîneur.

## Biographie
Nicolosi, surnommé Cocò ou encore Motorino à Catane, est le premier joueur italien formé en Libye à évoluer en Serie A (sous le maillot de la Lazio).
Il est le meilleur buteur de l'histoire du club du Calcio Catane, avec 71 buts en 149 matchs.

## Palmarès

### Palmarès joueur
| AGF Bengasi - Championnat de Cyrénaïque D3 (1) : - Champion : 1929-30. |  | Catane - Championnat d'Italie D3 (1) : - Champion : 1948-49. |

### Palmarès entraîneur
| Ragusa - Championnat de Sicile (1) : - Champion : 1951-52. |  | Massiminiana - Championnat de Sicile (1) : - Champion : 1963-64. |